# Hydropsyche kinzelbachi
Hydropsyche kinzelbachi är en nattsländeart som beskrevs av Malicky 1980. Hydropsyche kinzelbachi ingår i släktet Hydropsyche och familjen ryssjenattsländor. Inga underarter finns listade i Catalogue of Life.